# Burn Notice
Burn Notice is een Amerikaanse actie/dramaserie op televisie over een afgedankte Amerikaanse spion. De serie kreeg zijn première op 28 juni 2007 op USA Network. Op 7 november 2012 werd de serie verlengd met een zevende seizoen van 13 afleveringen, die in de zomer van 2013 zijn uitgezonden. De serie wordt op RTL 5 en 2BE uitgezonden.

## Verhaal
De serie draait om Michael Westen, die al jarenlang een succesvolle spion is in dienst van Amerika. Dan krijgt hij op een dag een bericht met de tekst 'We've got a burn notice on you, you're blacklisted', wat inhoudt dat hij ontslagen is. Voor Westen is dat een ernstige situatie. Als een spion wordt ontslagen, dan heeft hij opeens geen geld, creditcard of werkhistorie meer. Bovendien mag hij Miami niet verlaten.
Westen is op dat moment zijn leven niet meer zeker en kan geen gebruik meer maken van zijn contacten, hulpmiddelen en dergelijke. Hij wil weten waarom hij een 'Burn Notice' heeft gekregen. Samen met een ex-vriendin, Fiona, en een vriend, Sam, gaat hij op zoek naar de personen die hem de 'Burn Notice' hebben gegeven. Het speelt zich allemaal af in het altijd zonnige Miami.

## Rolverdeling
| Acteur          | Rol             |
| --------------- | --------------- |
| Jeffrey Donovan | Michael Westen  |
| Bruce Campbell  | Sam Axe         |
| Sharon Gless    | Madeline Westen |
| Gabrielle Anwar | Fiona Glenanne  |